# Agenor Báez
Agenor de Jesús Báez Cano (ur. 18 grudnia 1997 w Somoto) – nikaraguański piłkarz występujący na pozycji środkowego lub ofensywnego pomocnika, reprezentant Nikaragui, od 2024 roku zawodnik Realu Estelí.